# Morgane Faure
Pour les articles homonymes, voir Faure.
Morgane Faure, née le 17 décembre 1984 à La Tronche, est une joueuse française de beach-volley.
Elle remporte avec Virginie Sarpaux la médaille d'or aux Jeux méditerranéens de 2005 à Almeria.